# Web drama
El web drama és un format de sèrie d'internet on la història es presenta de manera dramàtica. Acostumen a ser curts, parlem de sèries d'entre 6 i 10 capítols amb una duració d'entre 5 i 15 minuts per capítol. És un format molt utilitzat a Corea del Sud, país de naixement d'aquest format i on els joves del país consumeixen web drames durant el seu temps lliure. Les trames acostumen a ser romàntiques i de triangles amorosos i estan pensades per ser consumides a través d'un aparell electrònic petit, com pot ser el telèfon mòbil.

## Característiques principals
La gran majoria de web drames comparteixen unes característiques concretes que anomenem a continuació:

### Característiques del format
- Duració: màxima de 10-15 minuts per capítol
- Nombre de capítols: entre 6 i 10
- Temàtica adolescent romàntica. Existeixen els web drames escolars, la cerca de la independència del protagonista, la seva primera feina, la seva primera relació, etc.
- Banda sonora original
- Utilització dels primers plans de les reaccions dels protagonistes perquè és un format pensat per veure's en pantalles petites.
- Originalitat i creativitat.

### Característiques generals
- Emissió: com una sèrie de televisió, s'emet dos o tres dies a la setmana segons la plataforma que l'hagi comprat. No s'emet en prime time.
- Molts actors i actrius han començat la seva carrera d'èxit a partir de web-drames
- Els protagonistes acostumen a ser ídols del Kpop que d'aquesta manera comencen la seva carrera d'actors i actrius
- Manera de revitalitzar la cultura popular de Corea del Sud.

### Avantatges de la duració dels capítols
Els webdrames són sèries de duració molt curta pensada en contraposició a les sèries que s'emeten per televisió en prime time. Mentre les sèries de televisió coreanes duren d'entre 50 i 70 minuts i arriben a tenir fins a 16 o 20 capítols per temporada, els webdrames tenen una duració molt menor i, normalment, una sola temporada. Això també afecta els costos de producció, que fa que gravar un webdrama sigui molt més econòmic que una sèrie de televisió. Corea del Sur és un país tecnològicament ric i on els joves prefereixen distreure's amb el mòbil que amb la televisió o l'ordinador. Els webdrames, pensats per arribar a una audiència majoritàriament jove, són una finestra oberta a la creativitat i l'originalitat que les sèries convencionals de televisió no permeten.

Els webdrames permeten un grau d'experimentació en l'art audiovisual a través de noves i originals narratives pensades per a un públic jove. Aquest públic i la popularitat que adquireixi la sèrie seran els que convertiran un webdrama en contingut d'alta qualitat que donarà beneficis econòmics a llarg termini. 
"Web dramas operate as a culture site where multiple players engage in conceptualizing
business practices, audiences, and cultural meanings. Existing media, in particular,
television, are regulated and well-established institutional spaces where only certain
players can participate. In contrast, web dramas do not have specific regulations yet, nor
are the cultural norms firmly established which makes it easier for experimentations.
Thus, web dramas offer an insight into how old and new players define an emerging form

of content" (Kang, 2017, pàg 763) 

## Principals canals
No hi ha una plataforma de webdrames oficials, però si existeixen plataformes dedicades a aquest tipus de contingut.
- Youtube és la principal via per veure webdrames. Alguns exemples de canals oficials a internet són Dingo, Playlist Global, KokTV, tvN D Studio, 1theK.
- Naver TV, va ser la primera a publicar contingut sota aquest nom a la seva aplicació. Avui en dia, ha ampliat el seu catàleg a web comedy o web entertainment.
- Vlive (Aplicació de referència dels grups musicals).
- LINE

## Idols, webdrames i laKorean Wave
"The ‘Korean Wave’ (the Asian-regional and global popularity of South Korean pop culture) is a multifaceted phenomenon" (Lee, Zhang, 2020, pàg 521).

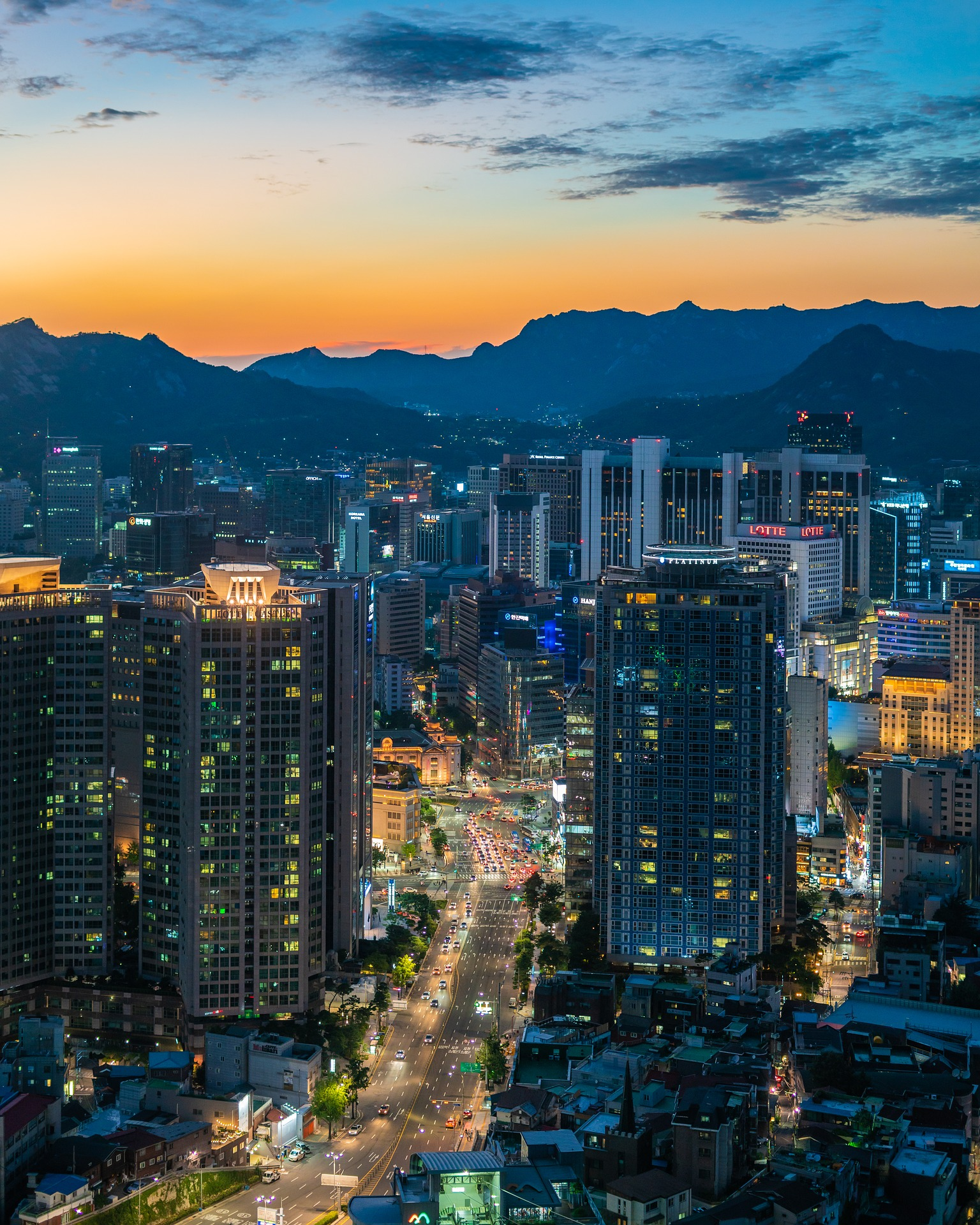
Barri de Myeongdong, un dels més famosos de la ciutat de Seül

Per entendre aquest fenomen ens hem de remuntar als anys noranta, quan els primers grups de pop coreà es van començar a donar a conèixer en tot el continent asiàtic. A partir d'aquí i amb els anys, la cultura coreana s'ha anat escampant, atraient joves de tot arreu, donant a conèixer la cultura pop del país. Avui en dia, la Korean Wave no es basa només en la música i els idols, sinó que aquest moviment mostra nous gèneres i formats audiovisuals, representa la gastronomia del país, el seu estil, la seva moda o els seus rituals de bellesa, entre d'altres. Els webdrames són doncs, una de les conseqüències de la Korean Wave.
Aquest format pot ser la manera de molts idols d'un grup de nois o noies de saltar a la fama. D'aquesta manera, tant l'actor o actriu com el grup pot donar-se a conèixer. A més de participar en el webdrama, el grup musical pot participar en el webdrama amb cameos o contribuir cantant la banda sonora original.

La forma de fer webdrames, a diferència de les sèries ja existents de l'oest, es basa a destacar l'estil de vida coreà, els problemes reals dels joves d'aquest país tot acompanyat de les localitzacions més emblemàtiques de la ciutat, música que s'enganxa, cultura del país i menjar típic de Corea del Sud.
"It resides in the lively and youthful images with which it is associated, the availability of attractive and talented pop stars and idols, innovative cultural genres and formats, and the nation’s remarkable capacity to produce well-made, trendy cultural products. In this way, implicit cultural policy is neatly packaged with and fused into entertaining cultural products that are consumed within the realm of personal enjoyment, cultural consumption, media fandom and audience engagement" (Lee, Zhang, 2020, pàg 523). 

## Casos d'èxit
Pels actors i actrius, els webdrames poden ser una manera de començar la seva carrera d'èxit en televisió. Alguns comencen amb un petit web-drama de només 6 o 10 capítols i amb el temps, fan el salt a la televisió amb sèries produïdes per les grans cadenes de Corea del Sud: MBC, SBS o la KBS.
Plantegem dos exemples d'aquest èxit a continuació:
Park Gyu Young va debutar amb el webdrama Why Do Women always get upset? (Naver TV, 2016), tot i que la seva fama va arribar l'any 2018 amb Miss Independent Ji Eun (Dingo), un web-drama realista sobre una dona de vint-i-quatre anys i les decisions que pren amb aquesta edat. A partir d'aquí, l'actriu va començar a tenir papers secundaris en grans produccions de televisió com Romance is a Bonus Book (tvN 2019) o It's Okay to Not be Okay (tvN 2020), les dues es troben actualment a la plataforma de Netflix. Finalment, l'any 2021, l'actriu ha tingut un dels seus primers papers protagonistes a Dali and Cocky Prince (KBS2 2021), sent l'actriu principal de la història.
Un altre cas d'èxit és el de l'actriu Moon Gayoung, que es va guanyar el públic amb el seu primer webdrama a EXO Next Door (LINE/Naver TV 2015). Aquesta actriu havia participat en diverses sèries de televisió anteriorment com a actriu infantil, però no va ser fins a aquest web-drama on ja tenia vint anys que el públic va començar a reconèixer-la. A partir d'aquí i sent aquest el seu únic web-drama (un dels més exitosos a Corea), l'actriu va tornar a la televisió com a actriu secundària a Don't dare to dream (SBS 2016), seguida de personatges principals a The great seducer (MBC 2018) o Laughter in Waikiki (jTBC 2019) i l'any 2020 va tenir una sèrie on en va ser l'actriu principal, True Beauty (tvN 2020).